# Friedrich Reimmann

Friedrich Reimmann (um 1870)

Johann Friedrich Christian Reimmann (geboren 29. Juli 1804 in Hannover; gestorben 12. August 1891) war ein deutscher Rechtsanwalt, Notar und Münzsammler. Seine Münzsammlung galt Ende des 19. Jahrhunderts als bedeutendste Sammlung ihrer Zeit.

## Leben
Friedrich Reimmann entstammte einer ursprünglich aus Ostfriesland stammenden Beamtenfamilie, deren Stammbaum sich über Jahrhunderte zurückverfolgen lässt. Er studierte Rechtswissenschaften an der Universität Göttingen und ließ sich 1826 als Advokat in seiner Heimatstadt Hannover nieder. Eine ihm dort Ende der 1820er Jahre von einem Kollegen geschenkte „religiöse Medaille“ mit der Inschrift „Wer Gott vertraut, hat wohl gebaut, im Himmel wie auf Erden“, behielt Reimmann zeitlebens und veranlasste ihn zum Aufbau einer eigenen, dann rund 60 Jahre stets ausgebauten Münzensammlung. Er zählte zu den ersten Mitgliedern des Münzforscher-Vereins zu Hannover und stand zeitweilig in regen Kontakt mit verschiedenen Numismatikern wie etwa dem Schweizer Karl Gustav von Schulthess-Rechberg.
Nachdem er 1862 zum Obergerichtsanwalt ernannt worden war, erhielt er später auch das Notariat sowie den Titel als Königlich Preußischer Justizrat. Anlässlich seines 50-jährigen Amtsjubiläums wurde er mit der Verleihung des Königlich Preußischen Kronenordens Dritter Klasse ausgezeichnet.
In seinen letzten Lebensjahren verzichtete er auf sein Anwaltsgeschäfte, übte aber sein Notariat bis zum Lebensende aus. Zuletzt wollte er sein Münz- und Medaillen-Kabinett wieder in seine Wohnung im zweiten Stockwerk des Hauses Große Packhofstraße 28 bringen lassen, was ihm jedoch nur noch teilweise gelang. Er starb, bis zuletzt geistig gesund, 1891 nach kurzem Krankenlager im Alter von knapp 88 Jahren.
Gemäß seinem letzten Willen wurde der auf seiner ersten Medaille eingeprägte Spruch auch als Inschrift an seinem Grabstein angebracht. Seinem Wunsch, seine Sammlung nur komplett weiterzugeben, wurde jedoch nicht entsprochen. Seine Nichte ließ sämtliche Stücke nur 8 Tage nach seinem Tod bei Adolph Hess in Frankfurt am Main versteigern.

## Münzsammlung und Katalogisierung
Nachdem Reimmanns Ehefrau 1866 verstorben war – die Ehe war kinderlos geblieben – entschloss er sich, seine Münzsammlung ungeteilt,  im Ganzen zu erhalten. Er bot die Sammlung seiner Heimatstadt zum Kauf an, doch die Verhandlungen über die Höhe des zu zahlenden Preises und insbesondere mangelnde Fachkenntnisse auf Seiten der kommunalen Beamten verzögerten den geplanten Verkauf über Jahre. In diesem Zeitraum verfasste Friedrich Reimann ein beschreibendes Katalogwerk über seine gesamte Sammlung. Nach Fertigstellung deponierte er der wegen eines rheumatischen Leidens in den Sommermonaten oftmals auswärts in Badkuren weilte, sämtliche Stücke in versiegelten Beuteln in einer Bank und ergänzte diese jährlich und über mehr als zwei Jahrzehnte lang um neu erworbene Exemplare. Er verkaufte keine seiner Münzen einzeln; selbst einem Bar-Angebot von 3000 Franken für den Taler Jacob Mandelli Graf von Macagno - Nummer 5008 in Reimmanns Katalog – für den Reimmann selbst nur wenige Taler bezahlt hatte, begegnete der Sammler mit einem kategorischen „Nein!“
Reimmann katalogisierte zahlreiche Raritäten aus den verschiedensten Gebieten, verzeichnete vor allem seine gesammelten Taler und insbesondere diejenigen der Herren und Städte Niedersachsens, ganz speziell auch aus Ostfriesland. Jüngere Münzen bis hin zu den seltensten Vereinstalern und Doppeltalern konnte Reimmann zumeist aus erster Hand und in brillanter Erhaltung erwerben.
Die ersten beiden Bände verfasste Reimmann druckfertig und ließ diese für seine Sammlerfreunde 1877 und 1879 in kleiner Auflage drucken. Den dritten Band konnte der Sammler nur noch als Handkatalog über alle seine Neuerwerbungen anlegen. Diesen ließ seine Nichte und Rechtsnachfolgerin Fräulein Clara Mayer in Hannover zwecks Versteigerung dem Neudruck der ersten beiden Bände in zweiter, revidierter Auflage 1891 bei Adolph Hess in Frankfurt am Main als Band 3 ergänzen. Die drei Bände unter dem Titel „Münzen- und Medaillen-Cabinet des Justizraths Reimmann in Hannover“ hatten in der Fachwelt einen Ruf als Handbuch und Nachschlagewerk.

## Schriften
- Adolph Hess (Hrsg.): Münzen- und Medaillen-Cabinet des Justizraths Reimmann in Hannover. 2., revidierte Auflage, 3 Bände, Adolph Hess, Frankfurt am Main 1891 (digitalisate.sub.uni-hamburg.de).